# Кассин, Джон
Джон Кассин (англ. John Cassin) — американский орнитолог. Описал 198 видов птиц, некоторые были названы в его честь.
Предки Кассина были квакерами, однако некоторые из них отличились на службе в армии и на флоте.
Кассин описал 198 видов птиц, ранее не упомянутых Александром Вильсоном и Джоном Джеймсом Одюбоном. В 1852 году избран членом Американского философского общества.
Скончался от отравления мышьяком.

## Эпонимы
- Красношапочная чечевица (Carpodacus cassinii или Haemorhous cassinii).
- виреон Vireo cassinii
- Peucaea cassinii

## Труды
- Illustrations of the Birds of California, Texas, Oregon, British and Russian America (1853-56) ISBN 087611107X
- Birds of North America (1860) — zusammen mit Spencer Fullerton Baird und George Newbold Lawrence.
- Descriptions of all North American Birds not given by Former American Authorities (Philadelphia, 1858)
- Birds of Chile (1855)
- Ornithology of the United States Exploring Expedition (Washington, 1845)
- Ornithology of Gillies’s Astronomical Expedition to Chili (1855)
- Ornithology of the Japan Expedition (1856)
- Explorations and Survey for a Railroad Route from the Mississippi to the Pacific Ocean (1858)